# РХМ-4
РХМ-4 — советская разведывательная химическая машина. Создана на базе бронетранспортёра БТР-80. Разработана и выпускается ОАО «Завод Тула».

## Описание конструкции
Основное предназначение машины РХМ-4 заключается в проведении химической и радиационной разведки местности в условиях сложной метеорологической и топографической обстановки.

### Вооружение
В качестве основного вооружения используется 14,5-мм зенитный пулемёт КПВТ. Дополнительно с ним спарен 7,62-мм пулемёт ПКТ.

### Приборы наблюдения и связи
Для выполнения задач разведки и химического контроля за обстановкой местности машина оборудована войсковым прибором химической разведки ВПХР, газосигнализатором ГСА-1, а также полуавтоматическим газоопределителем ПГО-1. Для работы в условиях радиоактивного заражения РХМ-4 снабжена измерителем мощности дозы ИМД-21Б или ИМД-1р (на современные модификации устанавливаются приборы ИМД-21БА или ИМД-23), кроме того имеется измеритель мощности дозы ДП-5В. Контроль уровня загрязнения проводится с помощью приспособления отбора проб КПО-1. В целях предупреждения о заражении местности имеется установка запуска сигналов химической тревоги, оборудованная пультом управления, и 6 комплектов знаков ограждения КЗО-2.
Для навигации по местности в РХМ-4 установлена аппаратура ТНА-4-4. Радиосвязь обеспечивается радиостанцией Р-173 или Р-123М. При действиях в тёмное время суток и ночью возможно использование прибора ночного видения.

## Модификации
- РХМ-4 — базовый вариант
- РХМ-4-01 — модифицированная версия с установкой более современного оборудования
- РХМ-4-02 — модифицированная версия с установкой более современного оборудования

## Операторы
- СССР — 57 единиц РХМ-4 в зоне «до Урала», по состоянию на 1991 год[3], перешли к образовавшимся после распада государствам
- Россия
- Беларусь
- Украина

## Галерея

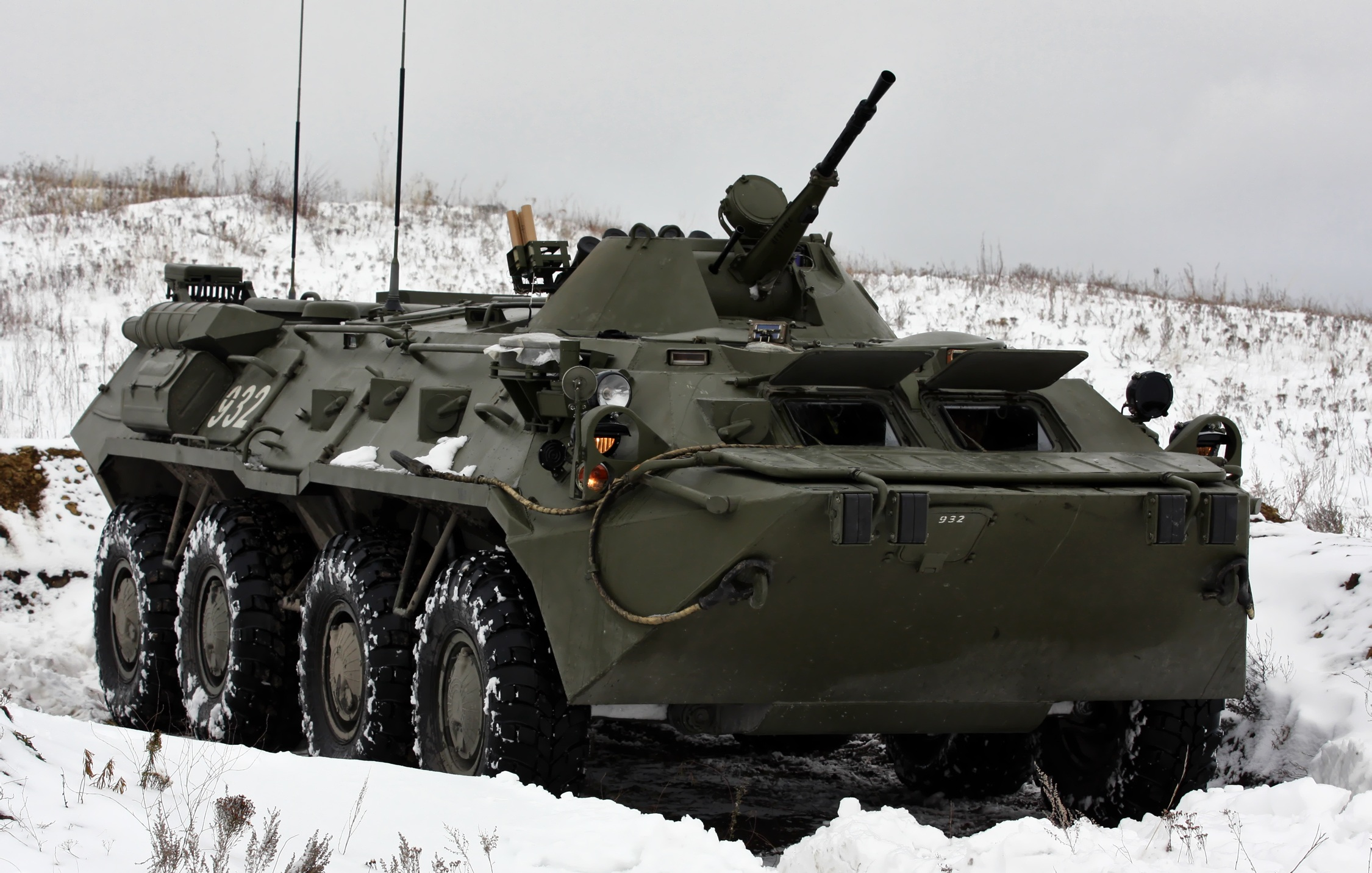
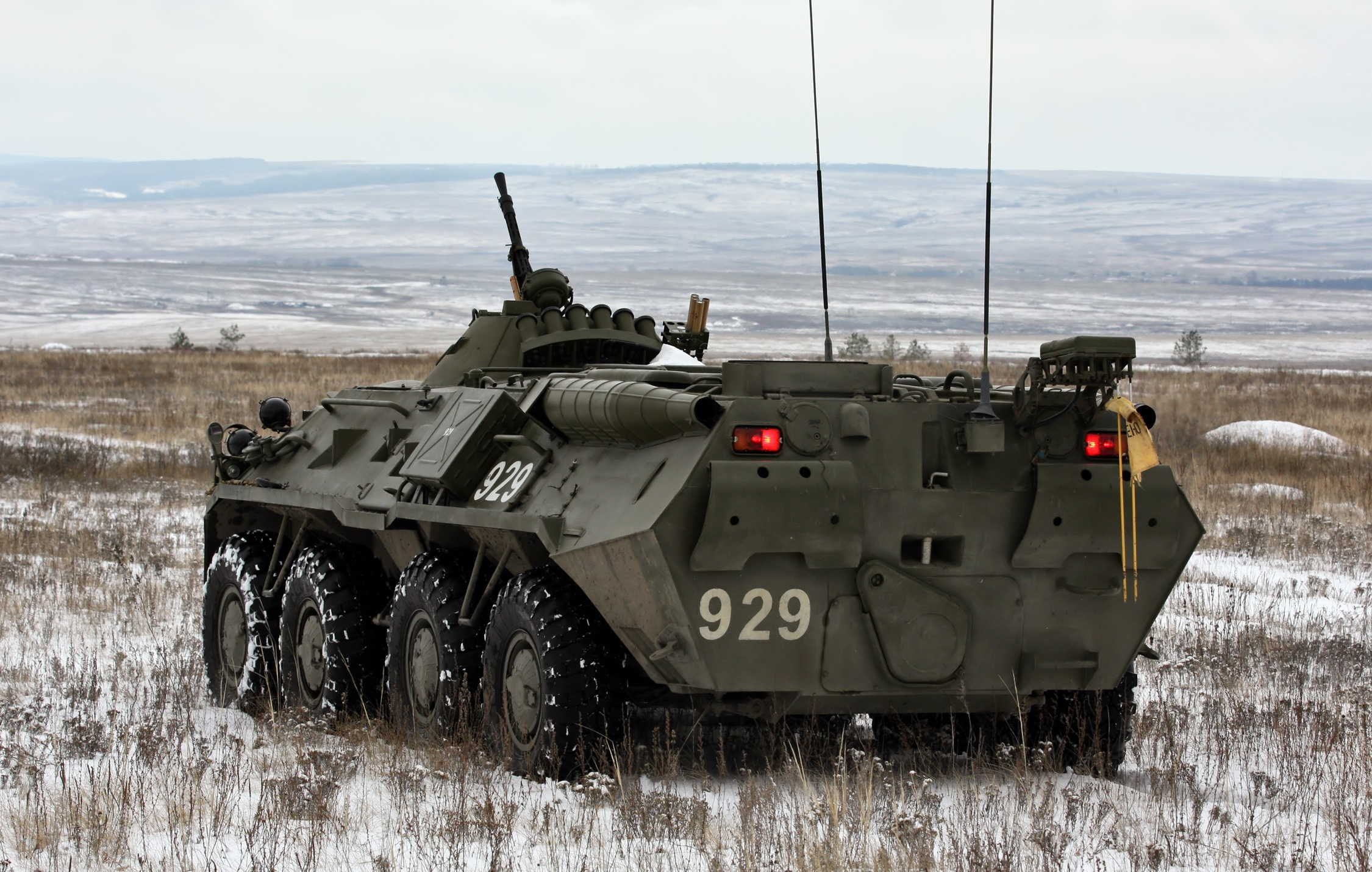
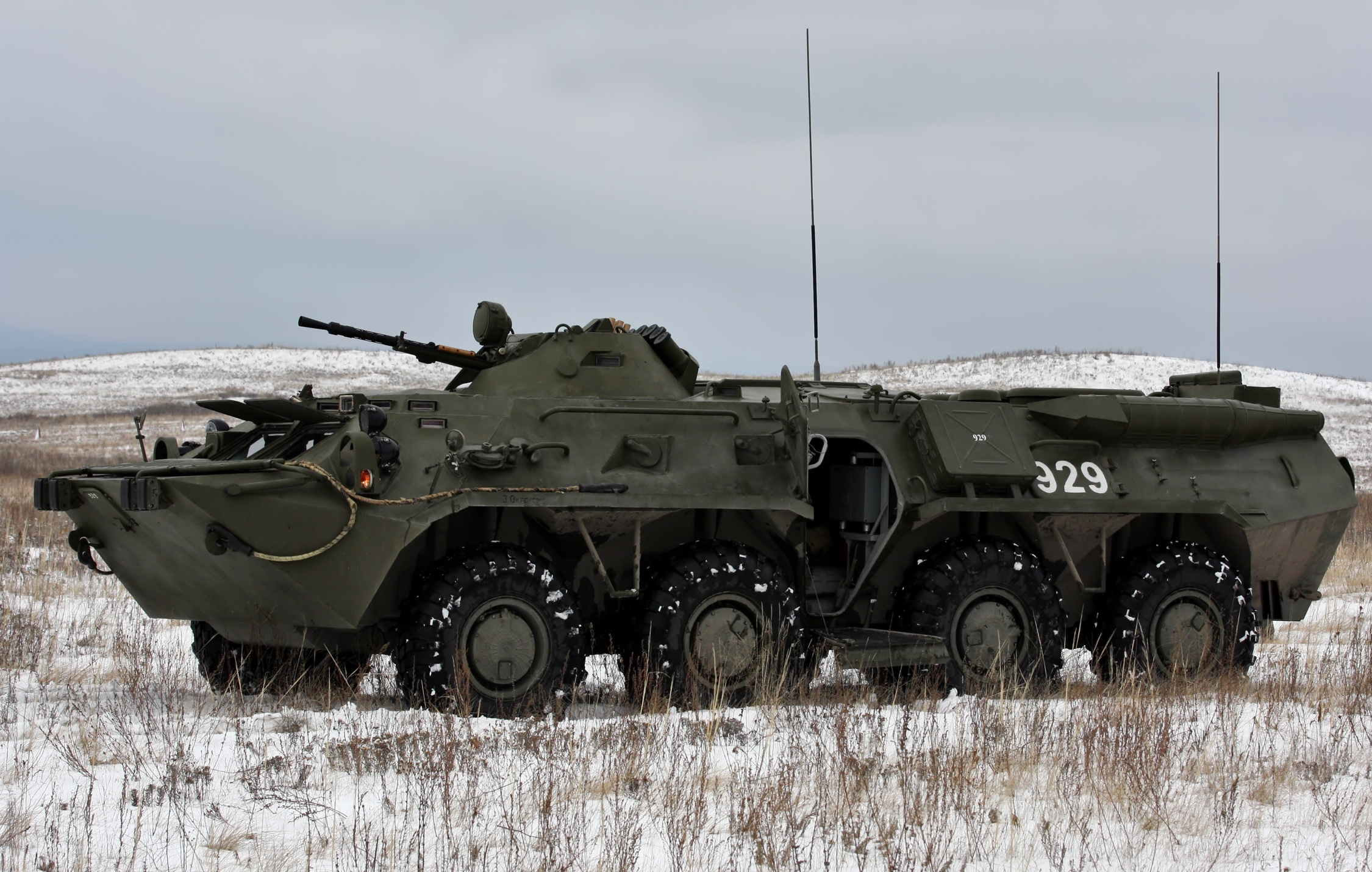
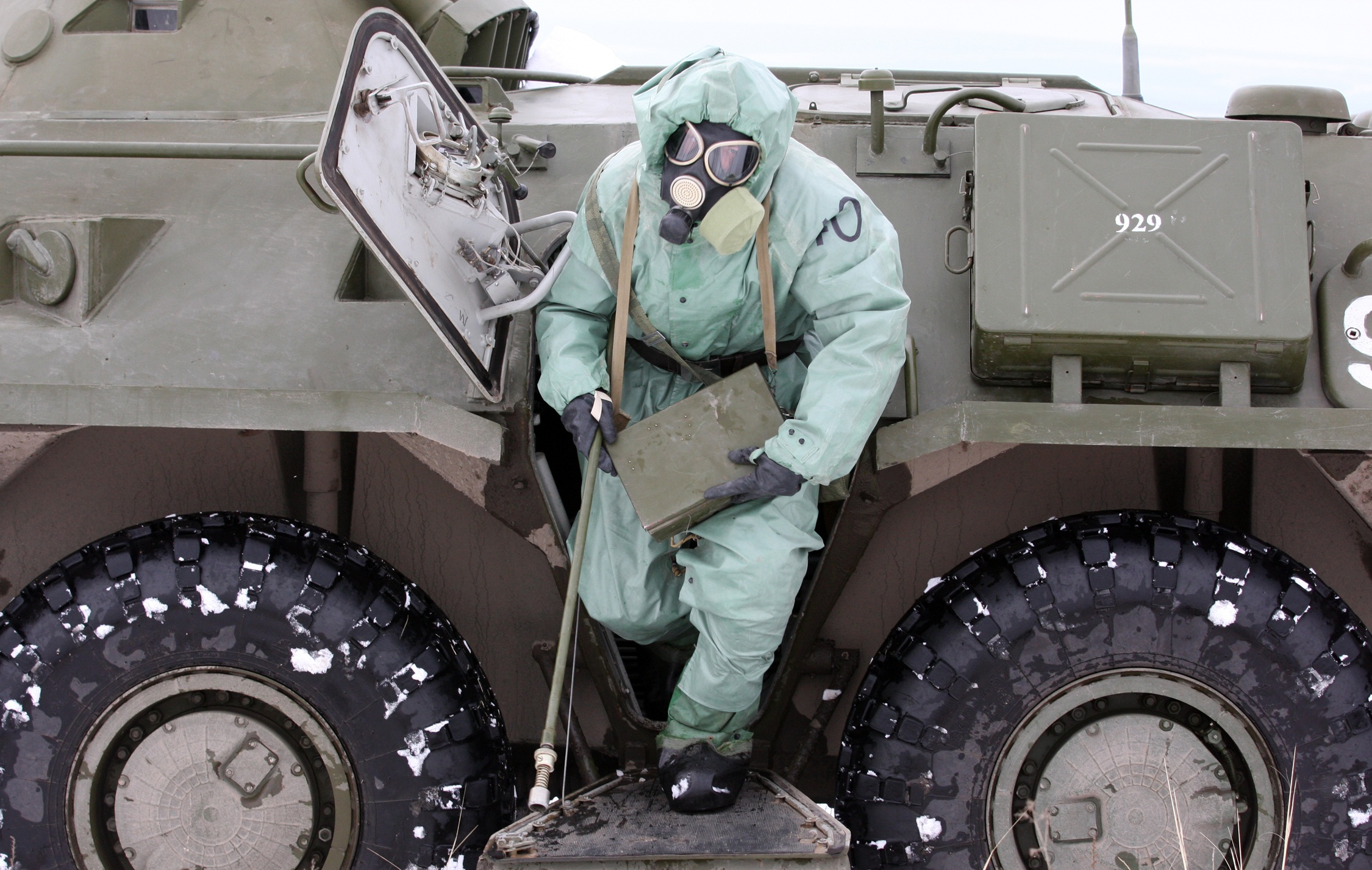